# لؤي ديب
لؤي ديب هو محامي فلسطيني، هاجر إلى النرويج وهناك بدأ نشاطه السياسي مع حزب العمال النرويجي، وانتخب عضوا في المجلس المحلي لمقاطعة سولا النرويجية. وهو المدير التنفيذي للتحالف الدولي لملاحقة مجرمي الحرب (إيكاوس)، أسس الشبكة الدولية للحقوق والتنمية، والتي اعتقل على اثرها من قبل الشرطة النرويجية بسبب اتهامه بتبييض أموال من الإمارات العربية المتحدة.

## مسيرته

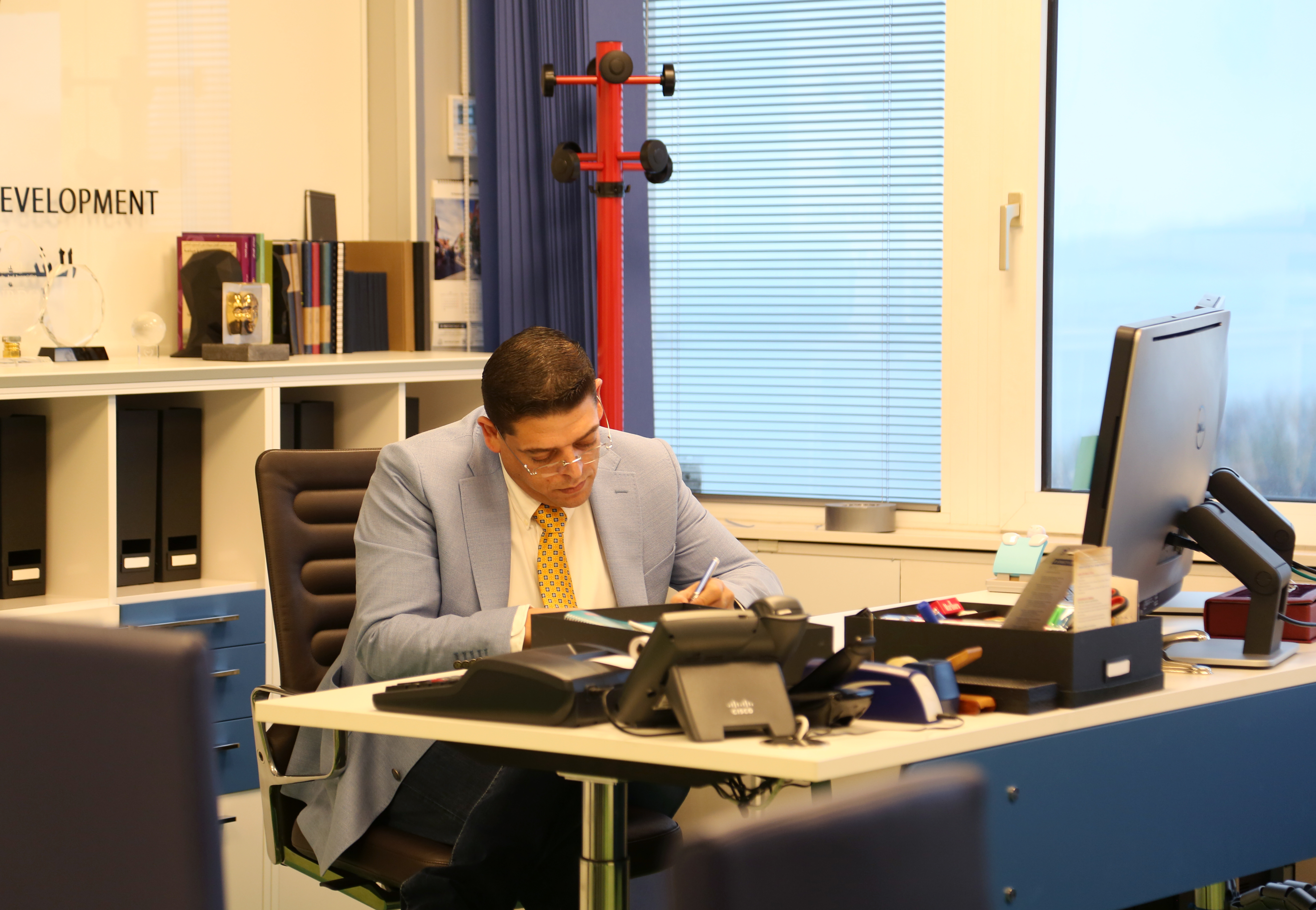
لؤي ديب

ولد لؤى ديب في مدينة رفح الحدودية في جنوب قطاع غزة، وتحديدا في بلوك (o) على الحدود المصرية الفلسطينية، وعاش حياة أبناء المخيمات وشارك في الانتفاضة الفلسطينية الأولى وكان أحد النشطاء في اتحاد الطلاب، إلى أن قامت وحدة خاصة من قوات الاحتلال الاسرائيلى باختطافه وهو في عمر السادسة عشر واخضاعه للتحقيق لفترة طويلة، ليحكم عليه بعدها بالسجن لمدة ثلاث سنوات ونصف.[بحاجة لمصدر]
بدأ بدراسة الحقوق والتعمق في القانون الدولي، اعانه على ذلك وجوده في النرويج وشبكة علاقات من الاكادميين والمحامين الاصدقاء للقضية الفلسطينية. كتب عدة دراسات حول الاستيطان، المياه، الغاز، مفهوم الاحتلال في القانون الدولى، ومجلس حقوق الإنسان، حيث كانت كتاباته تتزامن مع نضال حقوقي ناشط في مساعدة الاقليات والدفاع عن حقوقهم في البلدان الاوربية والمؤسسات الدولية. وهو عضو اتحاد المحامين العرب بالقاهرة وعضو الاتحاد الدولي للمحامين باريس وجمعية المحامين الدولية لندن.
كان العدوان على غزة في اواخر العام 2008 بمجرد المنعطف نحو ترسيم حياة نضالية قانونية في مشروع طويل الامد من اجل التوصل إلى ملاحقة فعالة لمجرمى الحرب ومنتهكى حقوق الإنسان، وقاد مع مجموعة من الحقوقين أول ملاحقة للضباط الاسرائلين المتهمين بارتكاب جرائم حرب، ليمتد النشاط إلى ملاحقة المجرمين في أفريقيا واروربا ومواكبة كل الأحداث التي تستدعى تدخل الملاحقة، فاسس مع مجموعة من الحقوقيين في العالم التحالف الدولى لملاحقة مجرمى الحرب، والذي احتضن أكثر من 750 منظمة غير حكومية في انطلاقته.

### الشبكة الدولية للحقوق والتنمية
سنة 2008 أسس مع عدد من زملائه «الشبكة الدولية للحقوق والتنمية» مقرها الرئيس بسويسرا. وفي نهاية سنة 2013 نشرت هذه الشبكة تقريرا صنفت فيه دولة الإمارات العربية المتحدة الأولى عربياً في مجال احترام حقوق الإنسان الأساسية والرابعة عشر عالمياً في ذلك، متقدمة على أمريكا وبريطانيا ودول أوروبية كثيرة. ووضع التقرير دولة قطر في ذيل القائمة لتحتل المرتبة فوق المائة.
في 27 مايو 2015 اقتحمت الشرطة النرويجية المختصة في مكافحة الجرائم الاقتصادية مكتب «الشبكة العالمية للحقوق والتنمية» بالتزامن مع اقتحام منزل لؤي ديب، الذي أوقف لمدة 48 ساعة على ذمة التحقيق. وفور إخلاء سبيله طبقاً للقوانين التي تمنع التوقيف لأكثر من هذه المدة، تمكن من الهرب إلى مصر ثم إلى دولة خليجية، وبات مطلوباً للعدالة في دولة النرويج، بعدما وجهت له السلطات القضائية تهمة غسيل أموال إماراتية وأعمالا إجرامية، وفق القانون 317 الصارم جداً في مسائل الجرائم الاقتصادية والاحتيال، بعد أن توفرت لديها معلومات موثقة بضلوعه في عمليات غسيل الأموال بقيمة 18 مليون دولار حولت له من دولة الإمارات على مدار ثلاث سنوات.
وفي نفس يوم اعتقال لؤي، نشرت عدة مواقع إخبارية فلسطينية وثيقة سرية بها تفاصيل عن نشاط جهاز المخابرات العامة التابع للسلطة الفلسطنية برام الله بالضفة الغربية بالتعاون مع لؤي ديب.

## وصلات خارجية
- موقع التحالف الدولي لملاحقة مجرمي الحرب (إيكاوس)
- موقع الشبكة العالمية للحقوق والتنمية
- بلا حدود - مقابلة مع المحامي لؤي ديب على يوتيوب